# Yandra
Yandra fue un barco de vapor costero de 990 toneladas construido por Burmeister & Wain, Copenhague en 1928 para Coast Steamships para prestar servicio en el estado australiano de Australia del Sur. Fue requisado por la Marina Real Australiana en junio de 1940 durante la Segunda Guerra Mundial para convertirlo en un dragaminas y un cazasubmarinos y fue renombrado el 22 de septiembre de 1940 como HMAS Yandra. Regresó al servicio civil en 1946. Encalló durante una densa niebla en la isla Neptuno del Sur el 25 de enero de 1959 y posteriormente fue dada de baja.

## Hundimiento

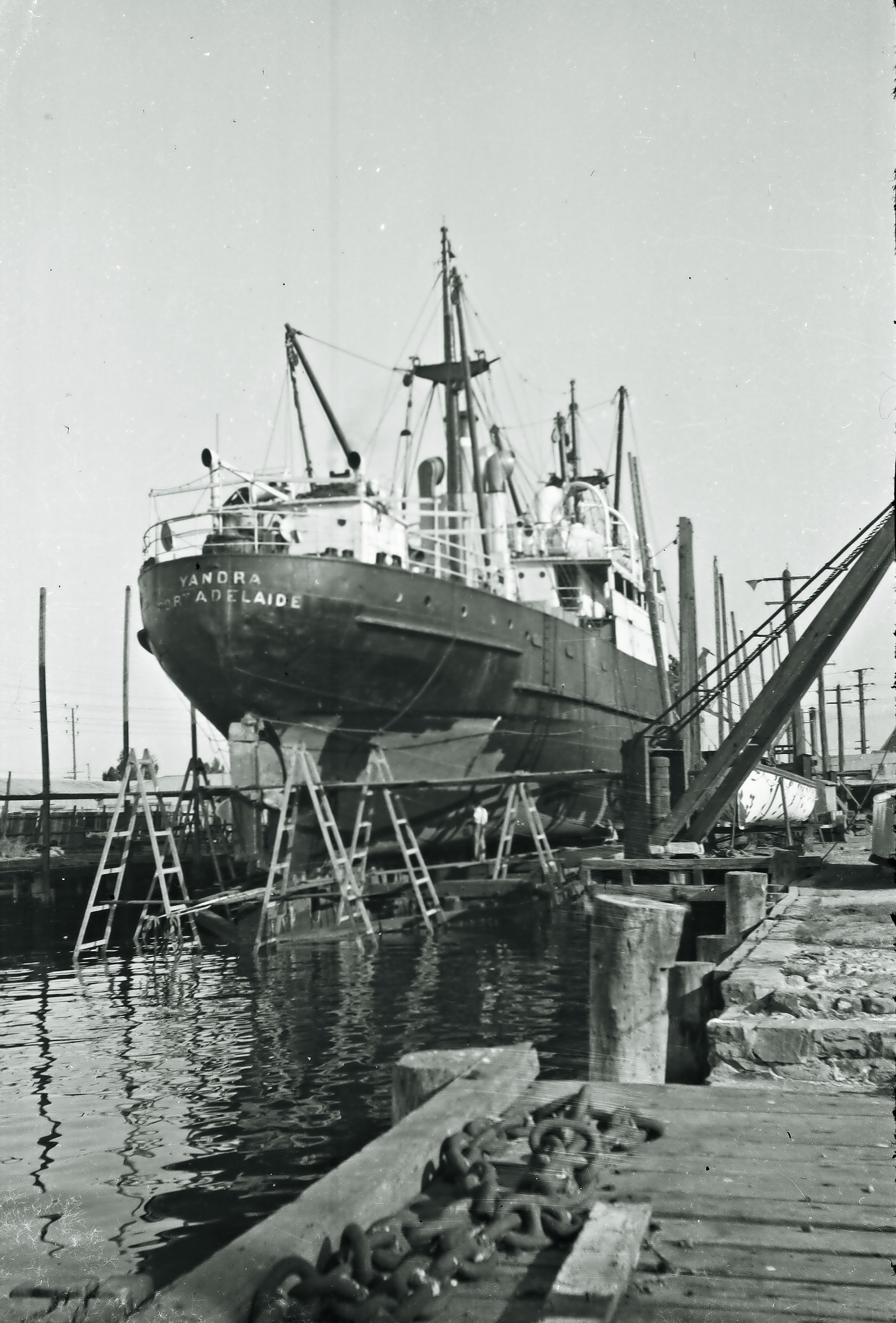
Yandra

El Yandra encalló durante una densa niebla en la isla norte del grupo de islas Neptuno del Sur en la desembocadura del golfo Spencer alrededor de las 10 pm del sábado 25 de enero de 1959, a unos 400 metros (1300 pies) del faro ubicado en la cercana isla sur. La decisión de abandonar el barco fue comunicada por radio a las 23.10 horas. La tripulación abandonó el barco utilizando una boya tipo pantalón y los 23 tripulantes habían sido evacuados de forma segura a la isla norte a las 23.45 horas, donde pasaron la noche al aire libre. 
Al amanecer, la niebla comenzó a disiparse y el barco encallado fue avistado por los fareros que desconocían la encalladura debido a dificultades con la transmisión por radio. El yate Iline, competidor en la regata anual de la Isla Neptuno realizada por el Royal South Australian Yacht Squadron, respondió a una llamada de radio a las 3.30 am y se dirigió al lugar del naufragio, donde ayudó a transportar a la tripulación al complejo del faro en el sur. isla. El remolcador Tusker fue enviado desde Puerto Adelaide el 26 de enero de 1959 para evaluar los daños. Se decidió que el Yandra no podía ser recuperado y el Tusker regresó a Puerto Adelaide con la tripulación rescatada. Los restos del pecio están ubicados oficialmente en 35°33′00″S 136°12′00″E / -35.55000, 136.20000.
Su campana de barco está expuesta en Paramount Browns, Gepps Cross.